# الانتخابات الفيدرالية الكندية 2025
جرت الانتخابات الفيدرالية الكندية في 28 أبريل 2025 لانتخاب أعضاء مجلس عموم البرلمان الكندي الخامس والأربعين. أمرت الحاكم العام ماري سيمون بإجراء الانتخابات في 23 مارس 2025، بعد قبول طلب رئيس الوزراء الحالي مارك كارني بحل البرلمان. كانت هذه أول انتخابات تستخدم خريطة انتخابية جديدة مكونة من 343 مقعدا بناء على تعداد عام 2021. تضمنّت القضاياُ المحوريةُ في الحملة الانتخابية تكلفة المعيشة وأزمةَ السكان ومشكلةَ الجريمة ومسألةَ التعريفات الجمركية وتهديدات ترامب بضم كندا إلى الولايات المتحدة.
ظفر الحزب الليبرالي بالانتخابات وشكل حكومة أقلية. كانت هذه رابعَ حكومة ليبرالية متعاقبة وثالثَ حكومةِ أقليةٍ للحزب. كما فاز الليبراليون في هذه الانتخابات في التصويت الشعبي لأول مرة من انتخابات 2015. بشكل عام زادت نسبة أصوات وأعداد مقاعد الحزب الليبرالي وحزب المحافظين مقارنة بعام 2021، فيما تراجعت مقاعد سائر الأحزاب الأخرى. وكانت هذه أولَ انتخابات يحصل فيها الليبرالي على أكثر من 40% من الأصوات منذ عام 2000 وأول مرة للمحافظين منذ عام 1988 والمرة الأولى منذ عام 1930 التي يتجاوز فيها الحزبان معاً هذه العتبة. نال الحزب الليبرالي إجمالاً 43.7% من الأصوات الشعبية، وهي أعلى نسبة له منذ عام 1980، وأعلى نسبةٍ يحققها أي حزب في انتخابات فدرالية منذ عام 1984. بينما حصل الحزب الديمقراطي الجديد على أسوأ نتيجةٍ في تاريخه مكتفياً بنسبةٍ تزيد قليلاً على 6% من الأصوات وسبعة مقاعد فقط. رأى المعلّقون أن تمركز التصويت حول الحزبين الرئيسيين يشير إلى حالةِ استقطابٍ في السياسة الكندية وتحولٍ نحو نظام الحزبين.
جاءت نتيجة الانتخابات عكس توقعات الاقتراع التي أجريت منذ منتصف 2023 وحتى يناير 2025 والتي قيل فيها أن المحافظين سيفوزون فوزًا كاسحًا بالانتخابات. أحد أسباب فوز الحزب الليبرالي رئاسة مارك كارني للحزب عقب جاستن ترودو، إذ اعتُبر كارني الأقدر على مواجهة الحرب التجارية التي أشعلتها الولايات المتحدة وغيرها من القضايا الاقتصادية الكبرى.
خسر اثنان من قيادات الأحزاب الكبرى مقعديهما البرلمانيين: بيير بويليفري عن حزب المحافظين وجاجميت سينج عن الحزب الوطني الديمقراطي. كان بويليفري قد فاز بمقعده لسبع ولايات متتالية منذ انتخابه أول مرة عام 2004، فجاءت هزيمته بمثابة نكسة كبيرة للمحافظين.

## الخلفية
كانت نتيجة الانتخابات الفيدرالية الكندية لعام 2021 التي أُجريت في 20 سبتمبر 2021 مشابه لنتيجة انتخابات 2019 السابقة لها. لم يفز الحزب الليبرالي الحاكم بقيادة رئيس الوزراء جاستن ترودو بالتصويت الشعبي ولم يفز بالأغلبية البرلمانية. لكنه كان الحزب الحاصل على أكبر عدد من المقاعد فشكل حكومة أقلية. فاز الحزب المحافظ بالتصويت الشعبي وظل يشغل موقع المعارضة الرسمية. أبرم الحزب الليبرالي اتفاقاً مع الحزب الديمقراطي الجديد في مارس 2022 يقضي بدعم الحزب للحكومة طوال مدة البرلمان مقابل تنازلات سياسية محددة. استمر هذا الاتفاق حتى سبتمبر 2024، حين أنهى الحزب الديمقراطي الجديد الشراكة.
أعلنت أنامي بول من زعامة حزب الخضر عن استقالتها في 27 سبتمبر واستقلت فعلًا في 10 نوفمبر. فازت إليزابيث ماي مع جوناثان بيدنولت بانتخابات حزب الخضر الداخلية؛ وقد عُيِّن بيدنولت رسمياً نائباً للزعيم بانتظار تعديل دستور الحزب للسماح بالقيادة الثنائية. أصبحت ماي وبيدنولت رسمياً قائدين مشتركين للحزب في 4 فبراير 2025.
أُقيل زعيم المحافظين إرين أوتول عبر تصويت داخل الكتلة البرلمانية في 2 فبراير 2022. وانتُخب بيير بويليفري زعيماً جديداً لحزب المحافظين. وبسبب تغيير حدود الدوائر الانتخابات شهدت الدوائر التقليدية للعديد من النواب تغييرات انتخابية.

### الأزمة السياسية
أصرّ جاستن ترودو على قيادة الليبراليين في الانتخابات العامة المقبلة على تراجع معدلات التأييد للحكومة والتقدّم الكبير الذي أحرزه المحافظون في استطلاعات الرأي ــ مدفوعاً بأزمة تكلفة المعيشة المستمرة ــ، ساعياً إلى الفوز بولاية رابعة متتالية. دخلت الحكومة في أتون أزمة سياسية في 16 ديسمبر 2024 حين قدّمت وزيرة المالية كريستيا فريلاند استقالتها المفاجئة، وذلك قبل ساعات قليلة فقط من موعد تقديمها البيان الاقتصادي الخريفي للحكومة.
اعتُبرت هذه الاستقالة معارضة صريحة لرئيس الوزراء من إحدى أقرب حلفائه. دعا 21 نائباً ليبرالياً علناً في 22 ديسمبر. أعلن جاستن ترودو عن نيته الاستقالة من منصب رئيس الوزراء في 6 يناير 2025 بعد انتخاب الحزب لخليفة له. فاز مارك كارني المحافظ السابق لبنك كندا في انتخابات القيادة التي تلت ذلك. أدى كارني اليمين الدستورية لرئاسة الوزراء في 14 مارس، ليصبح أول رئيس وزراء لم يشغل منصباً عاماً منتخباً قبل تعيينه.
تزامنت الأزمة مع فوز دونالد ترامب في الانتخابات الرئاسية الأمريكية 2024 وتهديداته بفرض رسوم جمركية شاملة على كندا. اعتبرت الخلافات حول كيفية التعامل مع هذا التهديد أحد الأسباب التي ساهمت في انهيار حكومة ترودو. ولكن سرعان ما أثار سلوك إدارة ترامب انتعاشاً سياسياً لليبراليين، فتسببت الحرب التجارية التي تلت ذلك وتهديدات الرئيس بضم كندا، في تقليص الفجوة في استطلاعات الرأي بين الليبراليين والمحافظين بشكل كبير. ارتفعت نسبة فوز الليبرالي في الانتخابات وقيل أنه سيشكل حكومة أغلبية مع أداء كارني لليمين الدستورية. وقد وصف المحللون حجم هذا التحول السياسي بأنه "لم يكن له سابقة تذكر" في التاريخ الكندي.

### تاريخ الانتخابات
كان يجب إجراء الانتخابات في 20 أكتوبر 2025 وفقًا لقانون الانتخابات الكندية الذي يتطلب إجراء الانتخابات الفيدرالية في الاثنين الثالث من شهر أكتوبر في السنة التقويمية الرابعة بعد يوم اقتراع الانتخابات السابقة. ولكن أجريت الانتخابات قبل الموعد المحدد بسبب حل الحاكم العام للبرلمان بتوصية من رئيس الوزراء، إما لإجراء انتخابات مبكرة أو بعد خسارة الحكومة للاعتمادات المالية أو في اقتراح حجب الثقة.
قدمت الحكومة في 20 مارس 2024 قانون المشاركة الانتخابية الذي تضمن تعديلاً على قانون الانتخابات الكندية من شأنه تغيير موعد الانتخابات إلى 27 أكتوبر 2025، لتجنب التعارض مع مهرجان ديوالي الهندوسي وانتخابات ألبرتا البلدية. قال حزب المحافظين المعارض أن الأهلية للمعاش التقاعدي هي الدافع الحقيقي للتغيير، وهو اتهام نفته الحكومة. أكدت النائبة عن الحزب الوطني الديمقراطي ليزا بارون أنها ستقترح تعديلًا للجنة لعدم تغيير موعد الانتخابات ليبقى كما هو يوم 20 أكتوبر 2025، وصرح وزير المؤسسات الديمقراطية دومينيك ليبلانك أنه "سيحترم بسعادة إرادة هذه اللجنة" إذا قامت بتعديل مشروع القانون.
طلب من رئيس الوزراء مارك كارني حل البرلمان في 23 مارس 2025، فأمر الحاكم العام بحل البرلمان ودعا إلى إجراء انتخابات في 28 أبريل 2025.

### الأحزاب السياسية
يسرد الجدول أدناه الأحزاب الممثلة في مجلس العموم بعد الانتخابات الفيدرالية لعام 2021 وترتيبها الحالي.
| الحزب | الحزب                   | العقيدة                                   | الطيف السياسي           | القائد              | نتيجة 2021  | نتيجة 2021  | الوضع الحالي |
| الحزب | الحزب                   | العقيدة                                   | الطيف السياسي           | القائد              | الأصوات (%) | المقاعد     | الوضع الحالي |
| ----- | ----------------------- | ----------------------------------------- | ----------------------- | ------------------- | ----------- | ----------- | ------------ |
|       | الحزب الليبرالي الكندي  | الليبرالية ليبرالية اجتماعية              | من الوسط إلى يسار الوسط | جاستن ترودو (متنحي) | 32٫62%      | 160 / 338   | 153 / 338    |
|       | حزب المحافظين الكندي    | محافظة محافظة اجتماعية ليبرالية اقتصادية  | يمين الوسط إلى اليمين   | بيير بويليفري       | 33٫74%      | 119 / 338   | 120 / 338    |
|       | الكتلة الكيبيكية        | قومية كيبيك سيادة كيبك ديمقراطية اجتماعية | يسار الوسط              | إيف-فرانسوا بلانشيه | 7٫64%       | 32 / 338    | 33 / 338     |
|       | الحزب الديمقراطي الجديد | ديمقراطية اجتماعية الاشتراكية الديمقراطية | يسار الوسط إلى اليسار   | جاجميت سينج         | 17٫82%      | 25 / 338    | 25 / 338     |
|       | حزب الخضر الكندي        | سياسة خضراء                               |                         | إليزابيث ماي        | 2٫33%       | 2 / 338     | 2 / 338      |
|       | مستقل                   | بدون بيانات                               | بدون بيانات             | بدون بيانات         | 0٫19%       | 0 / 338     | 3 / 338      |
|       | شاغر                    | بدون بيانات                               | بدون بيانات             | بدون بيانات         | بدون بيانات | بدون بيانات | 2 / 338      |

### النظام الانتخابي
يُعمل في كندا بنظام الفوز للأكثر أصواتا. يختار الناخبون مرشحاً لتمثيل دائرتهم الانتخابية، ويفوز المرشح الذي ينال أكبر عدد من الأصوات بمقعد في مجلس العموم الذي يضم 343 عضواً. عادةً يشكّل الحزب الذي يحصد أكبر عدد من المقاعد في مجلس العموم الحكومة، ويتولى زعيم هذا الحزب منصب رئيس الوزراء. أما الحزب الثاني في عدد المقاعد، فإن لم يشارك في الحكومة يُصبح المعارضة الرسمية، ويحصل على تمويل وامتيازات تفوق تلك الممنوحة لأحزاب المعارضة الأخرى.
لا يُشترط الحصول الأحزاب الفوز بالأغلبية المطلقة من الأصوات المدلى لتشكيل الحكومة، وهو أمر نادر الحدوث. ولكن لكي يتمكّن من تمرير مشاريع القوانين ينبغي أن يحظى بدعم أغلبية النواب. وفي حال فقدان هذا الدعم يمكن إسقاط الحكومة، وعندها يُكلَّف حزب جديد بتشكيل الحكومة أو يدعى إلى انتخابات جديدة.

#### الدوائر الانتخابية الجديدة
يتطلب قانون الدستور لعام 1867 أن تخضع الدوائر الانتخابية الفيدرالية لإعادة التوزيع بعد كل تعداد كندي والذي يُجرى كل عشر سنوات. بعد ظهور نتائج التعداد السكاني الكندي لعام 2021 بدأت عملية إعادة التوزيع لعام 2022 في أكتوبر 2021 واكتملت في سبتمبر 2023.
أعلن كبير مسؤولي الانتخابات في 15 أكتوبر 2021 أنه بناءً على الصيغة الواردة في قانون الدستور لعام 1867 ستزاد عدد المقاعد إلى 342 مقعد، و سيصبح عدد مقاعد كيبيك 77 مقعدًا بدلًا من 78 مقعدًا. قدمت الحكومة تشريعات في 24 مارس 2022، لمنع تخفيض عدد مقاعد كيبيك (أو أي مقاطعة أخرى). عدل قانون الحفاظ على تمثيل المقاطعة في مجلس العموم القاعدة 2 من القسم الفرعي 51 (1) من قانون الدستور لعام 1867 والمعروف باسم "بند الجد". أقر مجلس العموم مشروع القانون في 15 يونيو 2022، ثم مجلس الشيوخ في 21 يونيو، وحصل على الموافقة الملكية في 23 يونيو 2022. أعلن كبير مسؤولي الانتخابات عن عدد المقاعد الجديد البالغ 343 مقعدًا في 8 يوليو 2022.
أنشئت عشر لجان فدرالية للحدود الانتخابية، واحدة لكل إقليم وفقًا لقانون إعادة تعديل الحدود الانتخابية بصيغته المعدلة. بدأت عملية رسم الحدود عند إصدار بيانات التعداد في فبراير 2022. قامت لجنة كيبيك بتعديل دوائرها في يوليو 2022. أكملت اللجان المعنية عملها وأنهت تحديد مجموعات الحدود الانتخابية الجديدة بدءًا من لجان نيوفاوندلاند ولابرادور وجزيرة الأمير إدوارد في 14 فبراير 2023، وانتهاء بلجنة أونتاريو في 8 يوليو 2023. ثم أعلن عنها في 22 سبتمبر 2023.
عُمل بالتغييرات في حدود الدوائر الانتخابية الفيدرالية في 23 أبريل 2024. وإذا كانت قد دُعي إلى الانتخابات قبل ذلك التاريخ، لكانت قد جرت بموجب الحدود الانتخابية السابقة السارية منذ الانتخابات الفيدرالية الكندية 2015.
| المقاطعة أو الإقليم       | الدوائر الانتخابية | الدوائر الانتخابية | متوسط عدد السكان لكل دائرة انتخابية | التغير |
| المقاطعة أو الإقليم       | 2013               | 2023               | متوسط عدد السكان لكل دائرة انتخابية | التغير |
| ------------------------- | ------------------ | ------------------ | ----------------------------------- | ------ |
| أونتاريو                  | 121                | 122                | 116,590                             | 1 ▲    |
| كيبك                      | 78                 | 78                 | 108,998                             |        |
| كولومبيا البريطانية       | 42                 | 43                 | 116,300                             | 1 ▲    |
| ألبرتا                    | 34                 | 37                 | 115,206                             | 3 ▲    |
| مانيتوبا                  | 14                 | 14                 | 95,868                              |        |
| ساسكاتشوان                | 14                 | 14                 | 80,893                              |        |
| نوفا سكوشا                | 11                 | 11                 | 88,126                              |        |
| نيو برونزويك              | 10                 | 10                 | 77,561                              |        |
| نيوفندلاند ولابرادور      | 7                  | 7                  | 72,935                              |        |
| جزيرة الأمير إدوارد       | 4                  | 4                  | 38,583                              |        |
| الأقاليم الشمالية الغربية | 1                  | 1                  | 41,070                              |        |
| نونافوت                   | 1                  | 1                  | 36,858                              |        |
| يوكون                     | 1                  | 1                  | 40,232                              |        |
| كندا                      | 338                | 343                | 107,848                             | 5 ▲    |

#### نتائج انتخابات 2021 المعدلة

النتائج المتوقعة لانتخابات 2021 إذا كانت قد أجريت بموجب أمر التمثيل لعام 2023

كانت هذه أول انتخابات تُجرى بالدوائر الانتخابية الجديدة التي حُددت في إعادة التوزيع لعام 2022. لذا تميل وسائل الإعلام إلى إصدار تقارير عن المكاسب والخسائر المتوقعة في انتخابات عام 2021 إن كانت أجريت بشكل الدوائر الانتخابية الجديد. تستند هذه النتائج إلى ما كان سيحدث إذا بقيت جميع الأصوات التي أدلي بها في انتخابات 2021 دون تغيير ولكن ضمن حدود الدوائر الانتخابية الجديدة.
| الحزب   | الحزب                   | المقاعد         | المقاعد          | المقاعد |
| الحزب   | الحزب                   | النتائج الفعلية | النتائج المتوقعة | التغيير |
| ------- | ----------------------- | --------------- | ---------------- | ------- |
|         | الحزب الليبرالي الكندي  | 160             | 157              | ▼ 3     |
|         | حزب المحافظين الكندي    | 119             | 126              | ▲ 7     |
|         | الكتلة الكيبيكية        | 32              | 34               | ▲ 2     |
|         | الحزب الديمقراطي الجديد | 25              | 24               | ▼ 1     |
|         | حزب الخضر الكندي        | 2               | 2                |         |
| المجموع | المجموع                 | 338             | 343              | 5 ▲     |

### النواب الذين ينوون عدم الترشح
| الحزب   | الحزب                   | شاغلو المناصب الذين ينوون عدم الترشح | شاغلو المناصب الذين ينوون عدم الترشح |
| الحزب   | الحزب                   | انتخابات 2021                        | عند حل البرلمان                      |
| ------- | ----------------------- | ------------------------------------ | ------------------------------------ |
|         | الحزب الليبرالي الكندي  | 40                                   | 38                                   |
|         | حزب المحافظين الكندي    | 13                                   | 12                                   |
|         | الحزب الديمقراطي الجديد | 4                                    | 4                                    |
|         | الكتلة الكيبيكية        | 4                                    | 4                                    |
|         | مستقل                   | 0                                    | 3                                    |
| المجموع | المجموع                 | 60                                   | 60                                   |

أعلن ستوننائبا أنهم لن يترشحوا للانتخابات الفيدرالية لعام 2025. أعلن أربعة نواب عزمهم على عدم الترشح مجدداً لكنهم استقالوا لاحقاً من البرلمان قبل موعد الانتخابات. وأعلن خمسة نواب آخرين في البداية عن نيتهم التنحي، إلا أنهم غيّروا رأيهم.

## الجدول الزمني

### 2021
- 27 سبتمبر - أعلنت أنامي بول نيتها الاستقالة من زعامة حزب الخضر.[81]
- 10 نوفمبر - قدمت أنامي بول استقالتها رسميًا وأنهت عضويتها في الحزب،[24] قبل حزب الخضر استقالتها بعد بضعة أيام.[82][83]
- 15 نوفمبر - قدم السناتور دينيس باترز عريضة للمطالبة بمراجعة قيادة إيرين أوتول.[84] رفض رئيس الحزب روبرت باذرسون العريضة.[84] استبعد باترز في اليوم التالي من تجمع المحافظين.[85]
- 24 نوفمبر - عينت أميتا كوتنر زعيمة مؤقتة لحزب الخضر.[86][87]
- 5 ديسمبر - جدد حزب الشعب دعمه لرئاسة ماكسيم برنييه له.[88][89]

### 2022
- 2 فبراير - أقال حزب المحافظين زعيمه إرين أوتول من زعامة الحزب،[90] وعينت كانديس بيرغن زعيمة مؤقتة للحزب.[91][92]
- 22 مارس - توصل الحزبان الليبرالي والديمقراطي الجديد إلى اتفاق دعم وتأييد، تعهد فيه الحزب الديمقراطي الجديد بدعم الحكومة الليبرالية حتى يونيو 2025 مقابل التزامات سياسية محددة.[93]
- 24 مايو - بدأت انتخابات قيادة حزب الخضر الكندي لعام 2022.[94]
- 10 سبتمبر - اختُتمت انتخابات قيادة حزب المحافظين الكندي لعام 2022 بإعلان بيير بويليفري زعيمًا جديدًا للحزب.[95]
- 19 نوفمبر - اختُتمت انتخابات قيادة حزب الخضر الكندي لعام 2022 بإعلان إليزابيث ماي زعيمة جديدة للحزب.[25]

### 2023
- 26 يوليو - أعلن ترودو عن تعديل وزاري كبير في حكومته.[96]
- 26 سبتمبر - أعلن أنتوني روتا عزمه الاستقالة من منصب رئيس مجلس العموم، ورًشح لويس بلاموندون لتولي المنصب بالوكالة.[97]
- 3 أكتوبر - انتخب النائب الليبرالي غريغ فيرغوس رئيسًا لمجلس العموم ليصبح أول مُلون يتولى هذا المنصب.[98]

### 2024
- 4 سبتمبر - أعلن الحزب الديمقراطي الجديد إيقاف دعمه للحزب الليبرالي.[99]
- 20 نوفمبر - استقال راندي بواسونولت النائب الليبرالي عن ألبرتا من مجلس الوزراء بعد اتهامات بإدارته شركة كانت تسعى للحصول على عقود فيدرالي وادعائه كذبًا أنه من السكان الأصليين.[100]
- 9 ديسمبر - نجت حكومة ترودو الليبرالية من اقتراح ثالث بحجب الثقة، صوت فيه المحافظون وكتلة كيبيك لصالح الاقتراح وعارضه الليبراليون والحزب الوطني الديمقراطي والخضر.[101]
- 16 ديسمبر - استقالت نائبة رئيس الوزراء ووزيرة المالية كريستيا فريلاند من الحكومة احتجاجًا على سياسات جاستن ترودو المالية،[30] وذلك قبيل إصدار البيان الاقتصادي الخريفي. عين دومينيك لوبلانك وزيرًا للمالية في اليوم نفسه، بينما ظل منصب نائب رئيس الوزراء شاغرًا.[50][102] أعلن وزير الإسكان شون فرازير استقالته من مجلس الوزراء لأسباب شخصية.[103]
- 20 ديسمبر - أعلن ترودو عن تعديل وزاري كبير في حكومته، وأكد الحزب الوطني الديمقراطي في اليوم نفسه عزمه تقديم اقتراح بحجب الثقة عن الحكومة. تزامن ذلك مع دعوة علنية من أكثر من 20 نائبًا ليبراليًا لترودو للاستقالة وتوقيع أكثر من 50 نائبًا على رسائل خاصة تطالبه بالتنحي.[104]

### 2025
- 6 يناير - أعلن جاستن ترودو عن تأجيل البرلمان حتى 24 مارس من نفس العام، كما أعلن استقالته من منصب رئيس الوزراء وزعيم الحزب الليبرالي، على أن تصبح الاستقالة سارية عند انتخاب خليفته في قيادة الحزب.[105]
- 15 يناير - أعلن ترودو أنه لن يترشح في انتخابات مقعد بابينو.[106]
- 4 فبراير - اختتم حزب الخضر الكندي تصويته على تعديل القيادة المشتركة، وأكد قيادة إليزابيث ماي وجوناثان بيدنولت المشتركة للحزب.
- 13 فبراير - أعلن زعيم حزب الشعب الكندي ماكسيم برنييه أنه سيترشح عن مقعد بوس مرة أخرى.[107]
- 3 مارس - أعلن الزعيم المشارك لحزب الخضر الكندي جوناثان بيدنولت أنه سيترشح عن مقعد أوتريمونت.[108]
- 9 مارس - اختتمت انتخابات قيادة الحزب الليبرالي الكندي لعام 2025 بإعلان مارك كارني زعيما جديدا للحزب الليبرالي الكندي.
- 14 مارس - أدى كارني اليمين الدستورية ليصبح رئيس وزراء كندا الرابع والعشرين، وعين الحكومة الجديدة.[109]
- 20 مارس - أُلغي ترشيح النائب الليبرالي عن دائرة نيبين شاندرا آريا بسبب مخاوف تتعلق بالتدخل الأجنبي،[110] وكان قد استبعد سابقا عن زعامة الحزب الليبرالي.[111]
- 22 مارس - أعلن مارك كارني عزمه الترشح في دائرة نيبين.[112]
- 23 مارس - نصح كارني الحاكم العام بحل البرلمان والدعوة إلى انتخابات عامة تُعقد في 28 أبريل 2025.[113]
- 7 و9 أبريل - أُغلق باب الترشيحات ونُشرت القائمة النهائية للمرشحين.[114]
- 16 و17 أبريل - عُقدت مناظرات نظمتها لجنة مناظرات القادة في مونتريا بين قادة الأحزاب باللغتين الفرنسية والإنجليزية.
- أجري الاقتراع المسبق في الفترة من 18 إلى 21 أبريل. قالت تقديرات هيئة الانتخابات الكندية الصادرة في 22 أبريل أن التصويت المبكر شارك فيه 7.3 مليون ناخب.[115]
- 22 أبريل - آخر يوم للتصويت في مكاتب الانتخابات الكندية أو للتقدّم بطلب التصويت عبر البريد.
- 28 أبريل - يوم الانتخابات.

## الحملات الانتخابية

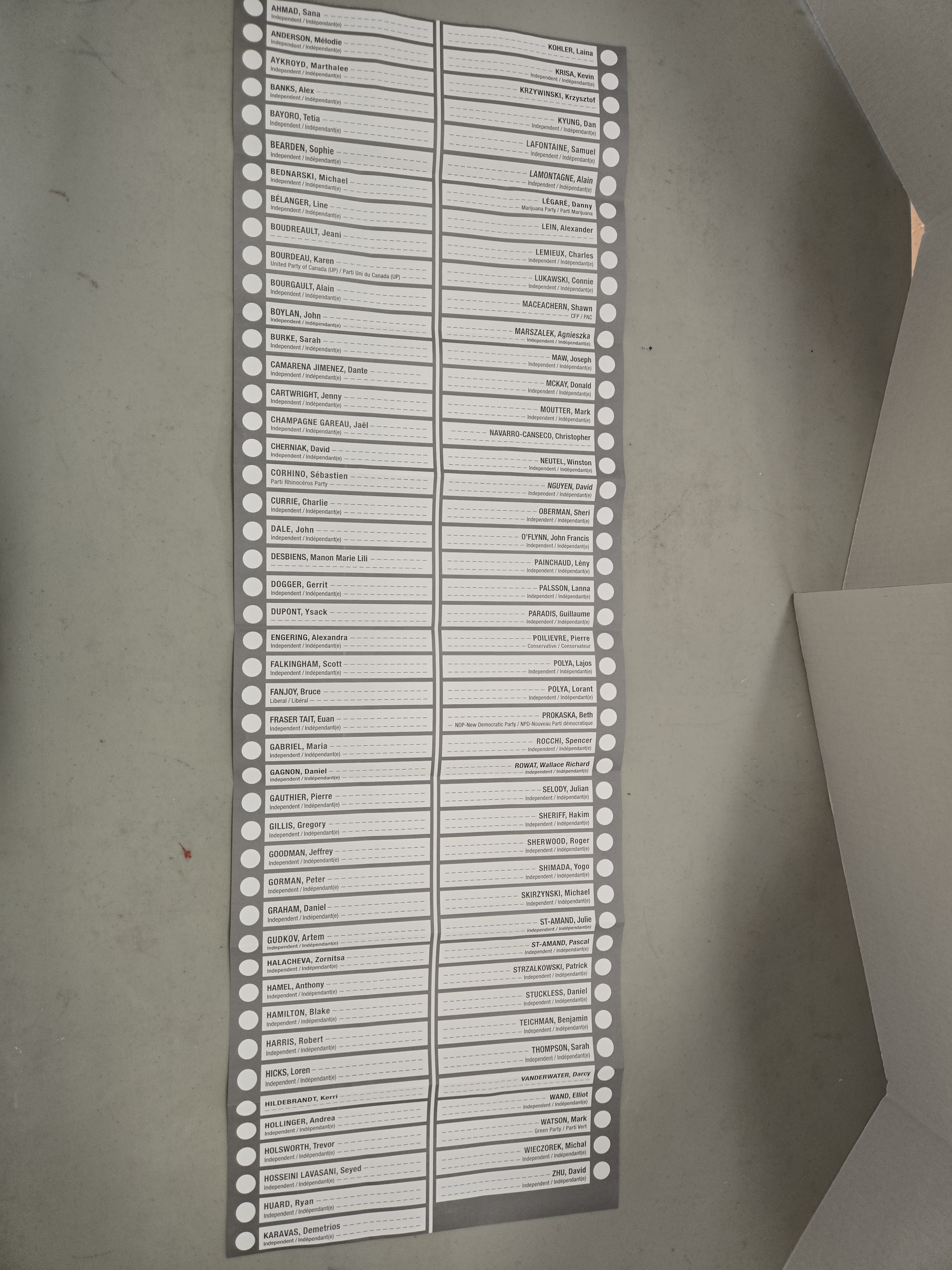
ورقة الاقتراع في دائرة كارلتون خلال الانتخابات الفيدرالية الكندية لعام 2025

أعلنت هيئة الانتخابات الكندية عن ترشح 1,959 مرشحاً للانتخابات عند إغلاق باب الترشيحات في 7 أبريل. ولكن لم يقدم أي حزب القوائم الكاملة للمرشحين لجميع الدوائر الـ343، باستثاء الكتلة الكيبيكية التي نشرت قائمة مرشحيها لدوائر كبيك البالغة 78 مقعد. لم تدرج زرناب ظفر كمرشحة ليبرالية في بدائرة ونوكا—ديدسبري بسبب "خطأ كتابي" في الهيئة الانتخابية الكندية، وُرفض ترشيح مرشح المحافظين في دائرة كبيك سنتر بسبب "مشكلة في الأعمال الورقية" بعد الموعد النهائي للتسجيل.
استهدفت لجنة الاقتراع الأطول دائرة كارلتون بقيادة بيير بويليفري حيث ترشح 83 مرشحاً مستقلاً، ليصل مجموع المرشحين في الدائرة إلى 91 مرشحاً. وعندما سئل المنظمون عن سبب عدم تنظيم احتجاجات مشابهة في دوائر قادة الأحزاب الآخرين أشاروا إلى ضعف الموارد المالية.
| المرشحون المُعلن عن ترشيحهم | الدوائر الانتخابية | الحزب           | الحزب         | الحزب             | الحزب | الحزب | الحزب | الحزب            | الحزب             | الحزب | الحزب            | الحزب                | الحزب | الحزب   |
| المرشحون المُعلن عن ترشيحهم | الدوائر الانتخابية | الحزب الليبرالي | حزب المحافظين | الديمقراطي الجديد | الشعب | الخضر | مستقل | الكتلة الكيبيكية | الماركسي اللينيني | CHP   | Rhinoceros Party | الحزب الشيوعي الكندي | أخرى  | المجموع |
| -------------------------- | ------------------ | --------------- | ------------- | ----------------- | ----- | ----- | ----- | ---------------- | ----------------- | ----- | ---------------- | -------------------- | ----- | ------- |
| 3                          | 15                 | 15              | 15            | 15                |       |       |       |                  |                   |       |                  |                      |       | 45      |
| 4                          | 60                 | 60              | 60            | 60                | 27    | 21    | 2     | 7                |                   |       | 1                | 1                    | 1     | 240     |
| 5                          | 113                | 112             | 112           | 112               | 85    | 78    | 9     | 20               | 7                 | 7     | 2                | 4                    | 17    | 565     |
| 6                          | 95                 | 95              | 95            | 95                | 84    | 81    | 34    | 35               | 5                 | 10    | 8                | 4                    | 24    | 570     |
| 7                          | 37                 | 37              | 37            | 37                | 32    | 33    | 19    | 10               | 12                | 10    | 7                | 7                    | 18    | 259     |
| 8                          | 13                 | 13              | 13            | 13                | 12    | 11    | 14    | 2                | 6                 | 2     | 4                | 3                    | 11    | 104     |
| 9                          | 6                  | 6               | 6             | 6                 | 4     | 5     | 11    | 2                | 2                 | 2     | 4                | 2                    | 4     | 54      |
| 10                         | 2                  | 2               | 2             | 2                 | 2     | 1     | 3     | 1                | 2                 | 1     | 1                | 2                    | 1     | 20      |
| 11                         | 1                  | 1               | 1             | 1                 | 1     | 1     | 2     | 1                | 1                 |       | 1                | 1                    |       | 11      |
| 91                         | 1                  | 1               | 1             | 1                 |       | 1     | 83    |                  |                   |       | 1                |                      | 3     | 91      |
| المجموع                    | 343                | 342             | 342           | 342               | 247   | 232   | 177   | 78               | 35                | 32    | 29               | 24                   | 79    | 1,959   |

### شعارات الأحزاب
| الحزب | الحزب                   | الإنجليزية                    | الفرنسية                                    | ترجمة عربية غير رسمية      | مراجع   |
| ----- | ----------------------- | ----------------------------- | ------------------------------------------- | -------------------------- | ------- |
|       | الحزب الليبرالي الكندي  | "Canada Strong"               | "Un Canada fort"                            | كندا قوية                  | [ 120 ] |
|       | حزب المحافظين الكندي    | "Canada First – for a Change" | "Le Canada d'abord – pour faire changement" | كندا أولاً – من أجل التغيير | [ 121 ] |
|       | الكتلة الكيبيكية        | —                             | "Je choisis le Québec"                      | أختار كيبك                 | [ 122 ] |
|       | الحزب الديمقراطي الجديد | "In it for you"               | "Du cœur au ventre"                         | من أجلك وبكل شجاعة         | [ 123 ] |
|       | حزب الخضر الكندي        | "Change. Vote for it."        | "Votez pour du changement"                  | التغيير… صوّت من أجله       | [ 124 ] |

### البرنامج الانتخابي
| الحزب | الحزب                   |                                     |
| ----- | ----------------------- | ----------------------------------- |
|       | الحزب الليبرالي الكندي  | كندا قوية                           |
|       | حزب المحافظين الكندي    | كندا أولاً. من أجل التغيير           |
|       | الكتلة الكيبيكية        | اختر كيبك                           |
|       | الحزب الديمقراطي الجديد | صُنع من أجل الناس. وبُني من أجل كندا. |
|       | حزب الخضر الكندي        | التغيير... صوّت من أجله              |

### الداعمين
| النوع                    | الليبرالي                                                                         | المحافظين | الكتلة الكبيكية | الديمقراطي                                                                             | الخضر |
| ------------------------ | --------------------------------------------------------------------------------- | --- | --------------- | -------------------------------------------------------------------------------------- | ----- |
| الإعلام                  | - ذي إيكونوميست - تورونتو ستار                                                    | - National Post - Toronto Sun |                 |                                                                                        |       |
| شخصيات عامة              | - Christy Clark - مايك هاركورت - مايك مايرز - Ben Perrin - نيل يونغ               | - كونراد بلاك - غوردون كامبل - Drew Dilkens - ستيفن هاربر - Brett Kissel - Peter MacKay - Scott Moe - Caroline Mulroney - Moses Znaimer | - Mario Pelchat | - David Eby - رايتشل نوتلي - Stewart Phillip - جلان كلارك                              |       |
| النقابات وجمعيات الأعمال | - International Union of Operating Engineers Local 793 - المجلس الإقليمي للنجارين | - جمعية شرطة دورهام الإقليمية - أصدقاء المشاريع الحرة في كندا - International Brotherhood of Boilermakers - جمعية المقاولين والشركات المستقلة - استحقاق كندا - جمعية شرطة أوتاوا - جمعية الشرطة الإقليمية بيل - جمعية شرطة سولت سانت ماري - Toronto Police Association - United Association المحلية 67 - United Steelworkers الاتحاد المحلي 2251 |                 | - Amalgamated Transit Union - Canadian Union of Public Employees - United Steelworkers |       |

### مناظرات القادة
أوصت لجنة مناظرات القادة في تقريرها الصادر في مايو 2022 بعدة تحسينات على المناظرات المستقبلية. أعلنت اللجنة في أكتوبر 2024 أن مناظرة اللغة الإنجليزية سيقدمها ستيف بايكين من قناة تي في أو، وسيقدم الفرنسية باتريس روي من Ici RDI. كشفت TVA Nouvelles عن نيتها استضافة مناظرة خاصة بها باللغة الفرنسية بين قادة الكتلة الكيبكية والمحافظين والليبرالي والحزب الديمقراطي الجديد، لكنها ألغت الحدث عقب انسحاب الحزب الليبرالي.
أعلنت لجنة مناظرات القادة في 1 أبريل 2025 أنها وجهت دعوات لقادة قادة الكتلة الكيبكية والمحافظين والليبرالي والحزب الديمقراطي الجديد وحزب الخضر، اشترطت اللجنة لتوجيه الدعوة إلى قادة الأحزاب استيفاء ما لا يقل عن شرطين من بين ثلاثة: أن يكون للحزب نائب واحد على الأقل في البرلمان، أو أن يحظى بدعم لا يقل عن 4٪ في استطلاعات الرأي الوطنية، أو أن يرشح مرشحين في ما لا يقل عن 90٪ من الدوائر الانتخابية. أُلغيت دعوة الحزب الأخضر في 16 أبريل بعد أن اتضح أنه رشح مرشحين في 232 دائرة فقط (أقل من 70٪)، رغم أنه كان قد أفاد اللجنة سابقًا بنيّته ترشيح مرشحين في جميع الدوائر. لم توجه دعوة لحزب الشعب، إذ لم يستوفِ معايير شغل مقعد في البرلمان أو الحصول على 4٪ على الأقل في استطلاعات الرأي.
هيمنت وسائل الإعلام اليمينية المتطرفة على المؤتمر الصحفي الذي أعقب المناظرة بالفرنسية، وهو أمر أثار سخط الصحفيين الآخرين. وأوضح ميشيل كورمييه، المدير التنفيذي للجنة المناظرات، أنه لم يكن يعرف أن ريبل نيوز ومنظمة مرتبطة بإزرا ليفانت تعتبرها انتخابات كندا جهات إعلان طرف ثالث. سأله ديفيد كوكرين في سي بي سي نيوز عن عدالة توزيع الأسئلة ونوعيتها قال إن قدراته على تنظيم حرية التعبير محدودة. أفادت سي تي في نيوز وذا غلوب آند ميل بحدوث توتر بين ليفانت وصحفيين من منابر أخرى في مناظرة اللغة الإنجليزية، وذكر صحفي من جلوبال نيوز أن موظفي ريبل نيوز حاولوا عرقلة البث المباشر.
| التاريخ       | المنظم     | المكان       | اللغة | المحاور | مارك كارني    | بيير بويليفري               | إيف-فرانسوا بلانشيه              | جاجميت سينج | Pedneault   | المصادر         |     |     |     |     |         |                 |
| ------------- | ---------- | ------------ | ----- | ------- | ------------- | --------------------------- | -------------------------------- | ----------- | ----------- | --------------- | --- | --- | --- | --- | ------- | --------------- |
| التاريخ       | المنظم     | المكان       | اللغة | المحاور | 16 أبريل 2025 | Leaders' Debates Commission | Maison de Radio-Canada، مونتريال | الفرنسية    | Patrice Roy | المصادر         | حضر | حضر | حضر | حضر | لم يحضر | [ 167 ] [ 170 ] |
| 17 أبريل 2025 | الإنجليزية | Steve Paikin | حضر   | حضر     | حضر           | Leaders' Debates Commission | Maison de Radio-Canada، مونتريال | حضر         | لم يحضر     | [ 170 ] [ 178 ] |     |     |     |     |         |                 |

## استطلاع الرأي

تطور نوايا التصويت للأحزاب وفقًا لاستطلاعات الرأي التي أُجريت خلال فترة ما قبل الحملة الانتخابية للانتخابات الفيدرالية الكندية الخامسة والأربعين، والممثلة بيانيًا استنادًا إلى البيانات الواردة في الجدول أدناه. تمثل خطوط الاتجاه تحليل انحدار محلي (30 استطلاعًا)، مع ترجيح الاستطلاعات بناءً على قربها الزمني ودالة لوغاريتمية لحجم العينة.

## النتائج
ظلت باب الترشيحات مفتوحاً حتى 7 أبريل، ثم نشرت هيئة الانتخابات الكندية القائمة النهائية للمرشحين في 9 أبريل.
| الحزب                           | الحزب                                    | القائد                            | المرشحين                        | المقاعد                         | المقاعد                         | المقاعد                         | المقاعد                         | المقاعد                         | التصويت الشعبي | التصويت الشعبي | التصويت الشعبي | التصويت الشعبي | التصويت الشعبي                 |
| الحزب                           | الحزب                                    | القائد                            | المرشحين                        | 2021 ‏                           | عند حل البرلمان ‏                | 2025                            | التغيير عن 2021                 | نسبة المقاعد                    | الأصوات        | تغيير الأصوات  | %              | نسبة التغير    | نسبة الفوز بالدائرة الانتخابية |
| ------------------------------- | ---------------------------------------- | --------------------------------- | ------------------------------- | ------------------------------- | ------------------------------- | ------------------------------- | ------------------------------- | ------------------------------- | -------------- | -------------- | -------------- | -------------- | ------------------------------ |
|                                 | الحزب الليبرالي الكندي                   | مارك كارني                        | 342                             | 160                             | 152                             | 170                             | ▲ 10                            | 49٫6%                           | 8,595,506      | ▲ 3,038,877    | 43.76%         | ▲ 11.14        |                                |
|                                 | حزب المحافظين الكندي                     | بيير بويليفري                     | 342                             | 119                             | 120                             | 143                             | ▲ 24                            | 41٫7%                           | 8,113,550      | ▲ 2,366,140    | 41.31%         | ▲ 7.57         |                                |
|                                 | الكتلة الكيبيكية                         | إيف-فرانسوا بلانشيه               | 78                              | 32                              | 33                              | 22                              | ▼ 10                            | 6.7%                            | 1,236,349      | ▼ 65,276       | 6.29%          | ▼ 1.35         |                                |
|                                 | الحزب الديمقراطي الجديد                  | جاجميت سينج                       | 342                             | 25                              | 24                              | 7                               | ▼ 18                            | 2٫0%                            | 1,234,771      | ▼ 1,801,577    | 6.29%          | ▼ 11.53        |                                |
|                                 | حزب الخضر الكندي                         | إليزابيث ماي وJonathan Pedneault ‏ | 232                             | 2                               | 2                               | 1                               | ▼ 1                             | 0.3%                            | 238,893        | ▼ 158,095      | 1.22%          | ▼ 1.11         | 1.75%                          |
|                                 | حزب الشعب الكندي                         | ماكسيم برنييه                     | 247                             | –                               | –                               | –                               |                                 | –                               | 136,974        | ▼ 704,019      | 0.70%          | ▼ 4.24         | 0.94%                          |
|                                 | مستقل ومن ليس له انتماء حزبي             | مستقل ومن ليس له انتماء حزبي      | 177                             | –                               | 3                               | –                               |                                 | –                               | 39,499         | ▲ 7,018        | 0.20%          | ▲ 0.01         | 0.31%                          |
|                                 | Christian Heritage Party of Canada       | رودني إل تايلور                   | 32                              | –                               | –                               | –                               |                                 | –                               | 10,063         | ▲ 1,078        | 0.05%          |                | 0.46%                          |
|                                 | Rhinoceros Party                         | شينوك بي. بليز ليدوك              | 29                              | –                               | –                               | –                               |                                 | –                               | 7,063          | ▲ 978          | 0.04%          |                | 0.41%                          |
|                                 | المتحد                                   | جرانت إس. أبراهام                 |                                 | جديد                            | –                               |                                 | جديد                            | –                               | 6,061          | جديد           | 0.03%          | جديد           | 0.57%                          |
|                                 | الحزب التحرري الكندي                     | جاك واي بودرو                     | 16                              | –                               | –                               | –                               |                                 | –                               | 5,561          | ▲ 796          | 0.03%          |                | 0.57%                          |
|                                 | الحزب الشيوعي الكندي (الماركسي اللينيني) | آنا دي كارلو                      | 35                              | –                               | –                               | –                               |                                 | –                               | 4,996          | ▲ 464          | 0.03%          |                | 0.25%                          |
|                                 | الحزب الشيوعي الكندي                     | Elizabeth Rowley                  | 24                              | –                               | –                               | –                               |                                 | –                               | 4,685          | ▼ 15           | 0.02%          | ▼ 0.01         | 0.36%                          |
|                                 | Centrist Party of Canada                 | إيه كيو رانا                      | 19                              | –                               | –                               | –                               |                                 | –                               | 3,314          | ▲ 2,666        | 0.02%          | ▲ 0.02         | 0.31%                          |
|                                 | Canadian Future Party                    | Dominic Cardy                     | 19                              | جديد                            | –                               | –                               | جديد                            | –                               | 3,123          | جديد           | 0.02%          | جديد           | 0.27%                          |
|                                 | Animal Protection Party of Canada        | Liz White                         | 7                               | –                               | –                               | –                               |                                 | –                               | 1,301          | ▼ 1,245        | 0.01%          |                | 0.32%                          |
|                                 | حزب الماريجوانا                          | Blair T. Longley                  | 2                               | –                               | –                               | –                               |                                 | –                               | 133            | ▼ 1,898        | 0.00%          | ▼ 0.01         | 0.09%                          |
|                                 | شاغر                                     | شاغر                              | شاغر                            | شاغر                            | 4                               | —                               | —                               | —                               | —              | —              | —              | —              | —                              |
|                                 |                                          |                                   |                                 |                                 |                                 |                                 |                                 |                                 |                |                |                |                |                                |
| الأصوات الصحيحة                 | الأصوات الصحيحة                          | الأصوات الصحيحة                   | الأصوات الصحيحة                 | الأصوات الصحيحة                 | الأصوات الصحيحة                 | الأصوات الصحيحة                 | الأصوات الصحيحة                 | الأصوات الصحيحة                 | 19,641,842     | ▲ 2,369,826    | 100.00%        | –              | –                              |
| الأصوات الباطلة والفارغة        | الأصوات الباطلة والفارغة                 | الأصوات الباطلة والفارغة          | الأصوات الباطلة والفارغة        | الأصوات الباطلة والفارغة        | الأصوات الباطلة والفارغة        | الأصوات الباطلة والفارغة        | الأصوات الباطلة والفارغة        | الأصوات الباطلة والفارغة        |                |                |                |                | –                              |
| المجموع                         | المجموع                                  | المجموع                           | 1,959                           | 338                             | 338                             | 343                             | ▲ 5                             | 100.00%                         |                |                | 100.00%        | –              | 100.00%                        |
| الناخبين المسجلين ومعدل الإقبال | الناخبين المسجلين ومعدل الإقبال          | الناخبين المسجلين ومعدل الإقبال   | الناخبين المسجلين ومعدل الإقبال | الناخبين المسجلين ومعدل الإقبال | الناخبين المسجلين ومعدل الإقبال | الناخبين المسجلين ومعدل الإقبال | الناخبين المسجلين ومعدل الإقبال | الناخبين المسجلين ومعدل الإقبال |                |                |                |                | –                              |
| المصدر: انتخابات كندا           |                                          |                                   |                                 |                                 |                                 |                                 |                                 |                                 |                |                |                |                |                                |

### إعادة فرز الأصوات
قدم إيريك كوسميرتشيك، المرشح الليبرالي عن دائرة وندسور تيكومسيه ليكشور، طلب لإعادة فرز الأصوات في 5 مايو. مع تقارب الفارق في الأصوات إلى أقل من 0.1٪، يُتوقَّع إجراء إعادة فرز قضائية للأصوات في الدوائر التالية:
| المقاعد                                  | المركز الأول والثاني | المركز الأول والثاني                            | المركز الأول والثاني | المركز الأول والثاني | نوع الفرز           | تاريخ إعادة الفرز | النتائج التي اعتمدها القضاء | النتائج التي اعتمدها القضاء                  | النتائج التي اعتمدها القضاء | النتائج التي اعتمدها القضاء |
| المقاعد                                  | المرشح               | المرشح                                          | الأصوات              | %                    | نوع الفرز           | تاريخ إعادة الفرز | المرشح                      | المرشح                                       | الأصوات                     | %                           |
| ---------------------------------------- | -------------------- | ----------------------------------------------- | -------------------- | -------------------- | ------------------- | ----------------- | --------------------------- | -------------------------------------------- | --------------------------- | --------------------------- |
| Milton East—Halton Hills South، أونتاريو |                      | Kristina Tesser Derksen، الحزب الليبرالي الكندي | 32,130               | 48.26%               | تلقائي              | 13 مايو 2025      |                             |                                              |                             |                             |
| Milton East—Halton Hills South، أونتاريو |                      | Parm Gill، حزب المحافظين الكندي                 | 32,101               | 48.21%               | تلقائي              | 13 مايو 2025      |                             |                                              |                             |                             |
| Terra Nova—The Peninsulas، نيوفندلاند    |                      | Anthony Germain، ليبرالي.                       | 19,704               | 47.97%               | تلقائي              | 12 مايو 2025      |                             |                                              |                             |                             |
| Terra Nova—The Peninsulas، نيوفندلاند    |                      | Jonathan Rowe، محافظ.                           | 19,692               | 47.94%               | تلقائي              | 12 مايو 2025      |                             |                                              |                             |                             |
| Terrebonne، كيبك                         |                      | Nathalie Sinclair-Desgagné، الكتلة الكيبيكية    | 23,340               | 38.77%               | تلقائي              | 8 مايو 2025       |                             | Tatiana Auguste، ليبرالي.                    | 23,352                      | 38.74%                      |
| Terrebonne، كيبك                         |                      | Tatiana Auguste، ليبرالي.                       | 23,296               | 38.70%               | تلقائي              | 8 مايو 2025       |                             | Nathalie Sinclair-Desgagné، الكتلة الكيبيكية | 23,351                      | 38.74%                      |
| Windsor—Tecumseh—Lakeshore، أونتاريو     |                      | Kathy Borrelli، محافظ.                          | 32,062               | 45.80%               | مطلوب (طلبه القاضي) | 20 مايو 2025      |                             |                                              |                             |                             |
| Windsor—Tecumseh—Lakeshore، أونتاريو     |                      | Irek Kusmierczyk، ليبرالي.                      | 31,985               | 45.69%               | مطلوب (طلبه القاضي) | 20 مايو 2025      |                             |                                              |                             |                             |

تبيّن بعد الإعلان عن نتيجة إعادة فرز الأصوات في دائرة تيريبون أن البريد الكندي أعاد بطاقة اقتراع مرسلة بالبريد بسبب وجود خطأ في العنوان. وبما أن الاقتراع كان لصالح مرشحة الكتلة، فإن احتسابه كان سيؤدي إلى تعادل في عدد الأصوات، مما كان سيستلزم إجراء انتخابات فرعية. تجري هيئة الانتخابات الكندية تحقيقًا في الحادثة، فيما صرّحت سنكلير ديسغاني بأنها تبقي جميع الخيارات مفتوحة.

### النتائج حسب المقاطعات
| الحزب   | الحزب                   | الحزب   | كولومبيا البريطانية | ألبرتا | ساسكاتشوان | مانيتوبا | أونتاريو | كيبك | نيو برونزويك | نوفا سكوشا | جزيرة الأمير إدوارد | نيوفندلاند ولابرادور | يوكون | الأقاليم الشمالية الغربية | نونافوت | المجموع |
| ------- | ----------------------- | ------- | ------------------- | ------ | ---------- | -------- | -------- | ---- | ------------ | ---------- | ------------------- | -------------------- | ----- | ------------------------- | ------- | ------- |
|         | الحزب الليبرالي الكندي  | المقاعد | 20                  | 2      | 1          | 6        | 70       | 44   | 6            | 10         | 4                   | 5                    | 1     | 1                         | -       | 170     |
| الأصوات | الحزب الليبرالي الكندي  | 41.8    | 27.9                | 26.6   | 40.8       | 49.0     | 42.6     | 53.4 | 57.2         | 57.5       | 54.0                | 53.0                 | 53.8  | 36.4                      | 43.8    |         |
|         | حزب المحافظين الكندي    | المقاعد | 19                  | 34     | 13         | 7        | 52       | 11   | 4            | 1          | -                   | 2                    | -     | -                         | -       | 143     |
| الأصوات | حزب المحافظين الكندي    | 41.0    | 63.5                | 64.6   | 46.3       | 43.8     | 23.3     | 40.8 | 35.2         | 36.9       | 39.7                | 38.5                 | 33.2  | 26.1                      | 41.3    |         |
|         | الكتلة الكيبيكية        | المقاعد |                     |        |            |          |          | 22   |              |            |                     |                      |       |                           |         | 22      |
| الأصوات | الكتلة الكيبيكية        | 27.7    | 6.3                 |        |            |          |          |      |              |            |                     |                      |       |                           |         |         |
|         | الحزب الديمقراطي الجديد | المقاعد | 3                   | 1      | –          | 1        | –        | 1    | –            | –          | -                   | -                    | -     | -                         | 1       | 7       |
| الأصوات | الحزب الديمقراطي الجديد | 13.0    | 6.3                 | 7.6    | 11.0       | 4.9      | 4.5      | 2.9  | 5.2          | 2.5        | 5.5                 | 6.4                  | 12.0  | 37.4                      | 6.3     |         |
|         | حزب الخضر الكندي        | المقاعد | 1                   | –      | –          | –        | –        | –    | –            | –          | –                   | –                    | –     | –                         | –       | 1       |
| الأصوات | حزب الخضر الكندي        | 3.0     | 0.4                 | 0.6    | 0.7        | 1.2      | 0.9      | 1.7  | 0.9          | 2.2        | 0.1                 | 2.1                  | 1.0   | –                         | 1.2     |         |
| المقاعد | المقاعد                 | المقاعد | 43                  | 37     | 14         | 14       | 122      | 78   | 10           | 11         | 4                   | 7                    | 1     | 1                         | 1       | 343     |

## تحليل النتائج
جاءت نتيجة الانتخابات عكس ما قيل في توقعات استطلاعات الرأي. كان المحافظون يتقدمون بفارق 20 نقطة مئوية على الليبراليين في ديسمبر 2024، ولكن ساهمت عدة عوامل في انقلاب الرأي العام ناحية الليبراليين من أبرزها استقالة رئيس الوزراء جاستن ترودو والسياسة الخارجية العدائية التي انتهجها الرئيس الأمريكي دونالد ترامب تجاه كندا. قورنت نتائج هذه الانتخابات بنتائج الانتخابات الفيدرالية الأسترالية التي عُقدت في 3 مايو 2025، والتي تمكن فيها حزب العمال الحاكم (يسار الوسط) من قلب تأخره في استطلاعات الرأي إلى فوز حافظ عبره على السلطة. وأشار عدد من المعلقين إلى ما سُمي بـ"تأثير ترامب" السلبي على القوى المحافظة؛ إذ خسر زعيم المعارضة الأسترالية بيتر داتون مقعده هو الآخر. هذا التغيير في الديناميكيات السياسية ساعد الليبراليين على استعادة تأييد الناخبين. لعب التصويت التكتيكي دوراً مهماً في الانتخابات، حيث ساعد الحزب الليبرالي على الفوز على المحافظين والحزب الديمقراطي الجديد.
صرح أليكس مارلاند، أستاذ العلوم السياسية في جامعة أكاديا، بأن تدخلات ترامب وتهديداته أثّرت على نتائج الانتخابات قائلاً: "لقد حفّز ذلك التقدميين وأولئك المنتمين إلى اليسار السياسي. يمكنك أن ترى انهيار شعبية الحزب الديمقراطي الجديد. كثيرون ممن كانوا سيصوتون للحزب انتهى بهم الأمر إلى دعم الليبراليين خوفًا من ترامب". أكد غابرييل أرسينولت، أستاذ العلوم السياسية في جامعة دي مونكتون، أن النتائج تعكس اتجاه نحو نظام الحزبين. فقد بلغت نسبة البراليين والمحافظينن ي استطلاعات الرأي في ديسمبر 2024 ما نسبته نحو 65% بينما حصل الحزبان معًا في الانتخابات على نحو 85% من الأصوات. وأشار أرسينولت إلى أن زعيم المحافظين بيير بويليفر حاول استقطاب أصوات العمال وهم أحد القواعد الانتخابية للحزب الديمقراطي الجديد. أما حزب الخضر، الذي لم يحصد سوى مقعد واحد، فقد اعتبر أرسينولت أن تقييم أدائه يستلزم مراقبة ما إذا كانت هذه النتائج ظرفية بسبب تأثير ترامب، أم أنها تعبّر عن تحول أعمق في المشهد السياسي الكندي.
أظهر تحليل أجرته مجلة الإيكونوميست أن الفارق الكبير بين نسبة الحزب الليبرالي في استطلاعات الرأي وما حصله في الانتخابية (بلغ 29 نقطة مئوية) سابقة في أي ديمقراطية. وبيّن التحليل أن العاملين الأكثر تأثيرًا في هذا التحول كانا مستوى التعليم ومواقف الناخبين من الهجرة؛ إذ حقق الليبراليون مكاسب في الدوائر التي تضم نسبًا أكبر من خريجي الجامعات والناخبين المولودين في كندا، في حين حظي المحافظون بدعم أقوى في المناطق التي يقطنها مزيد من الناخبين المولودين في الخارج أو ممن لا يحملون شهادات جامعية. وكان للدين دور في توجه الناخبين؛ فقد مال الناخبون العلمانيون والمسلمون إلى تأييد الحزب الليبرالي، في حين شهدت بعض الدوائر اليهودية تحولًا نحو دعم المحافظين.

### الحزب الليبرالي
استعاد الحزب الليبرلي مكانته الحزبية في هذه الانتخابات، وقد حصد الحزب 43.8٪ من الأصوات، وهو أعلى مستوى من التأييد يحظى به منذ عام 1980، وأفضل أداء انتخابي له منذ وصوله إلى الحكم عام 2015. تمكّن الليبراليون من الفوز بمقاعد في جميع المقاطعات الكندية، ليكونوا الحزب الوحيد الذي حقق هذا الإنجاز، وتجاوزت حصتهم من التصويت 40٪ في كل مقاطعة باستثناء ألبرتا وساسكاتشوان. حصل الحزب على 170 مقعد—أي أقل بمقعدين فقط من الأغلبية (172 مقعدًا)— وشكل حكومة أقلية. أبرز مكاسب الحزب كانت في كيبيك بزيادة قدرها عشرة مقاعد مقارنة بانتخابات عام 2021. كما فاز الليبراليون بمدينة تورنتو والمناطق الجنوبية من منطقة تورنتو الكبرى لا سيما المناطق الحضرية الأكثر ثراءً جنوب الطريق السريع 401، وحققوا كذلك هوامش فوز مريحة في منطقة أوتاوا. غير أن عدد مقاعد الحزب في أونتاريو تراجع بخمسة مقاعد مقارنة بالانتخابات الماضية، ويرجع ذلك جزئيًا إلى خسائره دوائر منطقة يورك شمال تورنتو. أما في مانيتوبا، فقد فاز الليبراليون بستة مقاعد، أي بفارق مقعد واحد فقط عن المحافظين.
ألقى مارك كارني خطاب النصر في ليلة الانتخابات بعد تأكيد فوزه بمقعده في نيبين، وشدد في الخطاب على التزامه بخدمة جميع الكنديين بغض النظر عن انتماءاتهم الحزبية. وأكد عزمه على أن يكون رئيس وزراء لجميع المواطنين، قائلاً إنه سيبذل جهده دوماً لخدمة كل من يعتبر كندا وطناً له. وأعرب كارني عن قلقه البالغ تجاه سياسات الرئيس الأمريكي دونالد ترامب، منتقداً فرضه للتعريفات الجمركية واستخدامه الضغوط التجارية بهدف إضعاف الاقتصاد الكندي، مشيراً إلى أن ترامب يحاول تقويض الاقتصاد الكندي. ورداً على تصريحات سابقة لترامب ألمح فيها إلى إمكانية ضم كندا بوصفها الولاية الحادية والخمسين للولايات المتحدة، أكد كارني بحزم أن الولايات المتحدة ليست كندا، ولن تصبح كندا في أي ظرف من الظروف جزءاً من الولايات المتحدة. وقد هنئ كارني عدد من القادة المحليين من بينهم رئيسة وزراء ألبرتا دانييل سميث ورئيس وزراء أونتاريو دوغ فورد ورئيس وزراء ساسكاتشوان سكوت مو وعمدة تورنتو أوليفيا تشاو.

### حزب المحافظين
خفف من هزيمة المحافظين في الانتخابات ارتفاع نسبة الأصوات التي صوت لهم وهي الأعلى منذ عام 1988. تمكن الحزب من تحقيق مكاسب في دوائر انتخابية ذات ميول ليبرالية تقليدية مثل منطقة تورنتو الكبرى ومناطق الطبقة العاملة في وندسور وشمال أونتاريو. كما فازوا بعدد من المقاعد في كولومبيا البريطانية ولا سيما خارج منطقة فانكوفر الحضرية، وهي مناطق وصفها المحلل السياسي دوغلاس تود بأنها ساعدت في تفنيد الفكرة السائدة بأن ناخبي الحزب الديمقراطي الجديد لا يمكن أن يدعموا المحافظين أبداً.
حصل المحافظون في المجمل على 24 مقعداً إضافياً مقارنة بالانتخابات السابقة وهو عدد يفوق مقاعد الليبراليين الذين أحرزوا 17 مقعد إضافي فقط. ألقى زعيم حزب المحافظين بيير بويليفري خطاب تعهد فيه بمواصلة قيادة الحزب الذي سيكون معارضة فعالة داخل البرلمان، وركز خطابه على قضايا الاقتصاد وتكلفة المعيشة والإسكان والدفاع عن مصالح الكنديين. أُكدت خسارة بيير في دائرته الانتخابية كارلتون لصالح مرشح الحزب الليبرالي بروس فانجوي بعد خطابه، وأفاد ناخبون في المنطقة لشبكة سي بي سي بأن دعم بويليفري خسر مقعده بسبب دعمه لاحتجاج قافلة الحرية 2022 الذي شل جزءاً من وسط المدينة ووعوده بتقليص حجم القطاع العام. تصاعدت دعوات لاستقالته من قيادة حزب المحافظين عقب الإعلان عن نتائج الانتخابات.

### الكتلة الكيبيكية
أقر زعيم الكتلة الكيبيكية إيف-فرانسوا بلانشيه بهزيمة حزبه وعبر عن قبوله بإرادة الناخبين. وأشار إلى العوامل الخارجية التي ساهمت في تلك النتيجة مثل سياسات الرسوم الجمركية التي انتهجها ترامب وتصريحاته المثيرة للجدل بشأن كندا فضلاً عن ما اعتبره لجوء الحزب الليبرالي إلى حملات تستند إلى إثارة المخاوف. كما شدد على أن الكتلة ستواصل أداء دور بنّاء في البرلمان لضمان ألا تهمش أصوات كبيك. وقال كذلك إلى أن المقاعد التي فازت بها الكتلة تضعها في موقع يسمح لها بالتأثير على الحكومة الأقلية قائلاً: "سنتحدث عن كبيك بوضوح وثقة، لكننا سنقوم بذلك بطريقة تعزز الوحدة بدلاً من الانقسام".

### الحزب الديمقراطي الجديد
خسر جاجميت سينج مقعده البرلماني وأصبح الحزب في وضع يمكن أن يفقده وضع الحزب الفيدرالية، وأعلن سينغ عزمه الاستقالة من زعامة الحزب بمجرد تعيين زعيم مؤقت يقود الحزب حتى انعقاد انتخابات القيادة المقبلة، وأكد أنه أخطر القيادة العليا للحزب بقراره وأنه سيساهم في تيسير عملية الانتقال إلى حين اختيار القيادة المؤقتة. أقر سينغ بأن النتائج كانت مخيبة للآمال، لكنه شدد على أن ذلك جزء من مسار الديمقراطية. وأوضح أنه بصفته زعيم الحزب يتحمّل المسؤولية السياسية عن النتيجة. وقال: "لقد كان شرف قيادة الحزب الديمقراطي الجديد من أعظم ما فعلته في حياتي. ورغم صعوبة تقبّل نتائج اليوم إلا أن إيماني بهذا الحزب لا يتزعزع. وأعتقد أن الوقت قد حان لحقن دماء جديدة وطاقة متجددة تقودنا إلى المرحلة التالية". اختصر دون ديفيز قائد مؤقت للحزب في 5 مايو 2025.

### حزب الخضر
عبّرت الزعيمة المشاركة لحزب الخضر إليزابيث ماي عن امتنانها لتجديد ثقة الناخبين بها في دائرتها الانتخابية. وأقرّت ماي بأن الأداء الوطني لحزب الخضر كان مخيبًا للآمال، بعد أن سجل أدنى نسبة من الأصوات في تاريخه، إلا أنها جدّدت التزامها بالدفاع عن قضايا العدالة البيئية والاجتماعية داخل البرلمان. وأكدت أن فوزها خطوة ضمن مسار أوسع لتعزيز السياسات البيئية والإصلاح الديمقراطي. لم يفز جوناثان بيدنولت بمقعد برلماني، ولم يحصل الحزب إلا على مقعد واحد فقط محققاً أسوأ نتيجة في نسبة التصويت الشعبي منذ عام 2000. وعلى إثر ذلك أعلن بيدنولت استقالته من منصب الزعيم المشارك للحزب بعد فترة وجيزة من إعلان النتيجة.

### ردود الفعل الدولية والمحلية
تلقى مارك كارني، عقب فوزه في الانتخابات، اتصالات ورسائل تهنئة من عدد من قادة العالم من بينهم رئيس وزراء المملكة المتحدة كير ستارمر والرئيس الأمريكي دونالد ترامب والرئيس الفرنسي إيمانويل ماكرون ورئيس وزراء أستراليا أنتوني ألبانيز ورئيس وزراء الهند ناريندرا مودي.
- المملكة المتحدة: هنأ رئيس وزراء المملكة المتحدة كير ستارمر مارك كارني بفوزه في الانتخابات، مشدداً على أهمية تعزيز العلاقة الاقتصادية بين المملكة المتحدة وكندا، ومسلطاً الضوء على الأهداف المشتركة المتعلقة بالأمن والازدهار لصالح الطبقة العاملة.[220]
- فرنسا: هنأ الرئيس الفرنسي إيمانويل ماكرون مارك كارني بفوزه، مشيداً بقيادته. وأعرب ماكرون عن حماسه لتعميق أواصر الصداقة الفرنسية الكندية، وتطلعه للعمل عن كثب مع الزعيم الكندي الجديد.[221]
- أستراليا: أعرب رئيس الوزراء أنتوني ألبانيز عن تهانيه لكارني، مشدداً على التزامه بتعزيز الصداقة الطويلة الأمد بين البلدين، وأكد أهمية مواصلة التعاون المشترك في ظل حالة عدم اليقين العالمي لصالح شعبي البلدين.[222]
- الهند: هنأ رئيس وزراء الهند ناريندرا مودي كارني والحزب الليبرالي، وسلط الضوء على القيم الديمقراطية المشتركة وسيادة القانون والعلاقات القوية بين شعبي البلدين، معبّراً عن رغبته في توسيع العلاقات الثنائية وخلق مزيد من الفرص.[223]
- البرازيل (رويترز): هنأ الرئيس لويس إيناسيو لولا دا سيلفا كارني على فوزه في الانتخابات وقال إنه يعتزم تعميق التعاون "في المجالات المشتركة مثل تعزيز وحماية حقوق الإنسان ومكافحة تغير المناخ"، وأشار إلى اهتمامه بزيادة التعاون بين ميركوسور والحكومة الكندية.[224]
- كرواتيا: هنأ رئيس الوزراء أندريه بلينكوفيتش كارني على فوزه في الانتخابات، وقال: "أتطلع إلى التعاون في المستقبل وتعزيز العلاقات".[225]
- أوكرانيا: أعرب الرئيس فولوديمير زيلينسكي عن تهانيه لكارني والحزب الليبرالي، مشيداً بدور كندا القيادي في تقديم الدعم العسكري والمالي والإنساني لأوكرانيا، وفرض العقوبات على روسيا. وأعرب عن ثقته في شراكة أقوى قائمة على قيم السلام والعدالة والأمن.[226]
- جمهورية التشيك: هنأ رئيس الوزراء بيتر فيالا كارني، واعتبر كندا شريكاً وحليفاً رئيسياً، معبّراً عن تطلعه لتعزيز التعاون الثنائي، سواء في إطار حلف الناتو أو ضمن العلاقات الأوسع بين كندا والاتحاد الأوروبي.[227]
- فنلندا: هنأ رئيس وزراء فنلندا بيتري أوربو مارك كارني بانتخابه رئيساً لوزراء كندا، معرباً عن أمله في استمرار التعاون الوثيق بين فنلندا وكندا. كما نقل أطيب تمنياته لكارني في مهامه الجديدة.[228]
- الولايات المتحدة: هنأ الرئيس الأمريكي دونالد ترامب مارك كارني على فوزه، واتفق الزعيمان على الاجتماع في المستقبل القريب.[229][230]
  -  كاليفورنيا: هنأ حاكم ولاية كاليفورنيا غافن نيوسوم مارك كارني على فوز حزبه، وأعرب عن استعداده لتعزيز علاقة كاليفورنيا مع كندا.[231]
- أونتاريو: هنأ رئيس وزراء أونتاريو دوج فورد كارني وأبدى استعداد المقاطعة للعمل مع الحكومة الفيدرالية الجديدة، كما نوّه بجهود قادة الحزب خلال الحملة الانتخابية.[232][233]
- كيبيك: هنأ رئيس وزراء كبيك فرانسوا ليغو كارني وأكد التزام حكومته بالتعاون الوثيق مع الحكومة الفيدرالية.[234][235]

## انتخابات الطلبة
انتخابات الطلبة هي انتخابات وهمية تُجرى بالتوازي مع الانتخابات الفعلية، ويشارك فيها الطلاب الذين لم يبلغوا سن التصويت القانوني. تُنظَّم هذه الانتخابات انتخابات طلبة كندا، وتهدف لأغراض تعليمية بحتة، ولا تُحتسب نتائجها ضمن النتائج الرسمية.

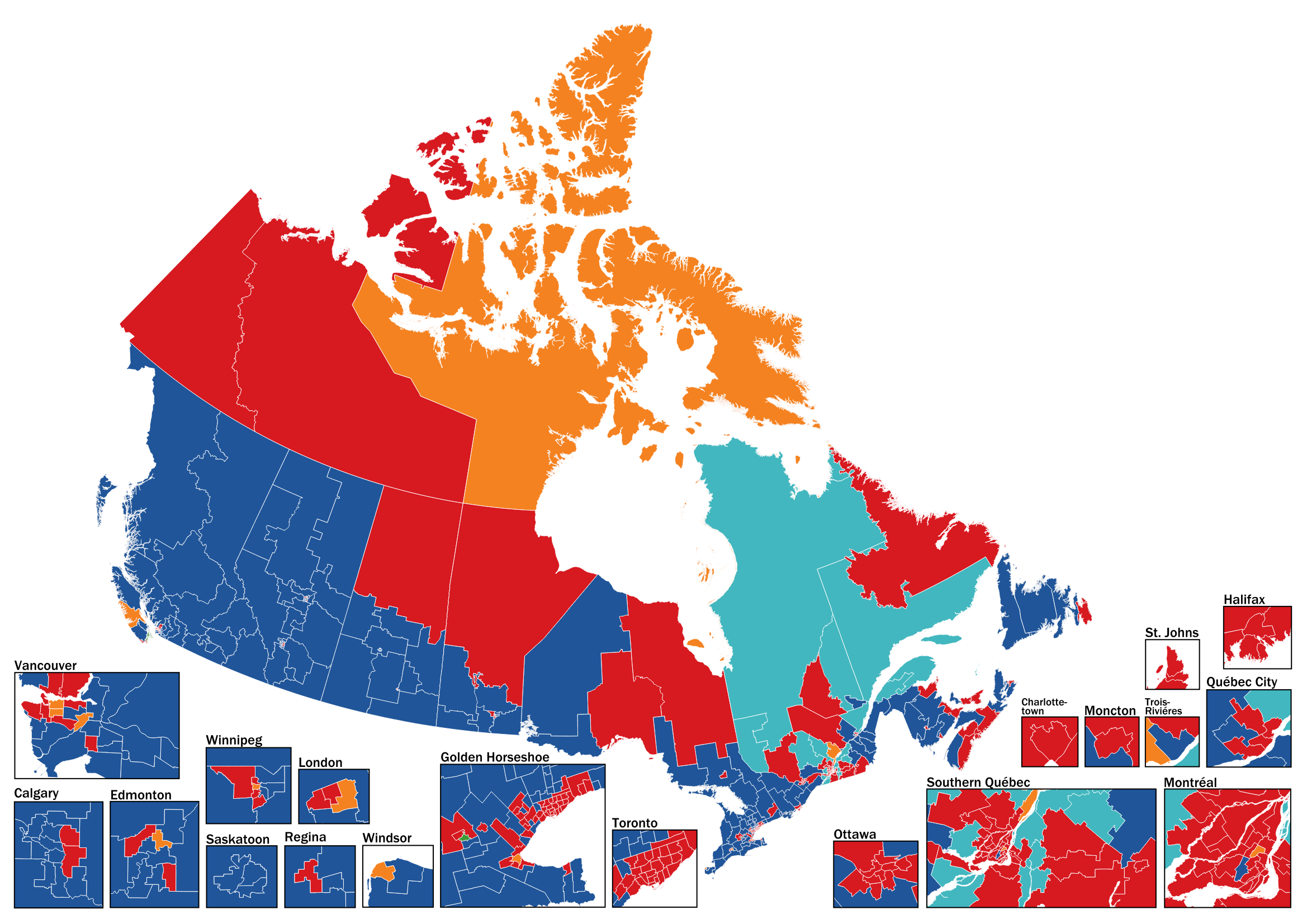
خريطة أصوات انتخابات الطلاب

| 162       | 149       | 17               | 13                | 2     |
| المحافظين | الليبرالي | الكتلة الكيبيكية | الديمقراطي الجديد | الخضر |

| الحزب                | الحزب                   | القائد                           | المقاعد          | المقاعد | المقاعد | التصويت الشعبي | التصويت الشعبي | التصويت الشعبي |
| الحزب                | الحزب                   | القائد                           | المقاعد المنتخبة | %       | التغير  | الأصوات        | %              | التغيير (نسبة) |
| -------------------- | ----------------------- | -------------------------------- | ---------------- | ------- | ------- | -------------- | -------------- | -------------- |
|                      | حزب المحافظين الكندي    | بيير بويليفري                    | 162              | 47.23   | ▲ 74    | 326,201        | 36.36          | ▲ 11.28        |
|                      | الحزب الليبرالي الكندي  | مارك كارني                       | 149              | 43.44   | ▲ 32    | 285,294        | 31.80          | ▲ 7.76         |
|                      | الكتلة الكيبيكية        | إيف-فرانسوا بلانشيه              | 17               | 4.96    | ▼ 4     | 19,638         | 2.19           | ▲ 0.13         |
|                      | الحزب الديمقراطي الجديد | جاجميت سينج                      | 13               | 3.79    | ▼ 94    | 130,015        | 14.49          | ▼ 13.98        |
|                      | حزب الخضر الكندي        | إليزابيث ماي وJonathan Pedneault | 2                | 0.58    | ▼ 1     | 66,628         | 7.43           | ▼ 2.35         |
|                      | أخرى                    | 0                                | 0                |         | 37,735  | 4.21           | ▲ 0.27         |                |
|                      | حزب الشعب الكندي        | ماكسيم برنييه                    | 0                | 0       |         | 31,625         | 3.53           | ▼ 3.27         |
| المجموع              | المجموع                 | المجموع                          | 343              | 100.00  | ▲ 5     | 897,136        | 100.00         | –              |
| المصدر: أصوات الطلاب |                         |                                  |                  |         |         |                |                |                |